# Lista de campeões de pesos-pesados da OVW
Lista de campeões do OVW Heavyweight Championship.
| Wrestler                                                                                            | Reinado nº | Derrotou a                             | Data                    | Local                   |
| --------------------------------------------------------------------------------------------------- | ---------- | -------------------------------------- | ----------------------- | ----------------------- |
| Trailer Park Trash                                                                                  | 1          | N/A                                    | 17 de agosto de 1997    | Jeffersonville, Indiana |
| Vago em 1997.                                                                                       |            |                                        |                         |                         |
| Bill Dundee                                                                                         | 1          | Conquistado em uma Battle Royal        | 16 de novembro de 1997  | Jeffersonville, Indiana |
| Rip Rogers                                                                                          | 1          | Bill Dundee                            | 23 de novembro de 1997  | Jeffersonville, Indiana |
| Nick Dinsmore                                                                                       | 1          | Rip Rogers                             | 3 de junho de 1998      | Jeffersonville, Indiana |
| David C.                                                                                            | 1          | Depois de Dinsmore renunciar ao título | 11 de junho de 1998     | Jeffersonville, Indiana |
| Doug Basham                                                                                         | 1          | David C.                               | 5 de julho de 1998      | Jeffersonville, Indiana |
| Rip Rogers                                                                                          | 2          | Doug Basham                            | 13 de setembro de 1998  | Jeffersonville, Indiana |
| Doug Basham                                                                                         | 2          | Rip Rogers                             | 29 de dezembro de 1998  | Louisville, Kentucky    |
| Rip Rogers                                                                                          | 3          | Doug Basham                            | 3 de janeiro de 1999    | Louisville, Kentucky    |
| Rod Steele                                                                                          | 1          | Rip Rogers                             | 2 de fevereiro de 1999  | Louisville, Kentucky    |
| Nick Dinsmore                                                                                       | 2          | Rod Steele                             | 18 de abril de 1999     | Jeffersonville, Indiana |
| Rob Conway                                                                                          | 1          | Nick Dinsmore                          | 28 de abril de 1999     | Jeffersonville, Indiana |
| Nick Dinsmore                                                                                       | 3          | Rob Conway                             | 7 de maio de 1999       | New Albany, Indiana     |
| Damaja                                                                                              | 1          | Nick Dinsmore                          | 8 de junho de 1999      | Louisville, Kentucky    |
| Rob Conway                                                                                          | 2          | Damaja                                 | 17 de agosto de 1999    | Louisville, Kentucky    |
| Rico Constantino                                                                                    | 1          | Rob Conway                             | 10 de novembro de 1999  | Louisville, Kentucky    |
| Flash Flanagan                                                                                      | 1          | Rico Constantino                       | 26 de dezembro de 1999  | Louisville, Kentucky    |
| Rico Constantino                                                                                    | 2          | Flash Flanagan                         | 16 de fevereiro de 2000 | Louisville, Kentucky    |
| Flash Flanagan                                                                                      | 2          | Rico Constantino                       | 17 de fevereiro de 2000 | Jefersonville, Indiana  |
| Damaja                                                                                              | 2          | Flash Flanagan                         | 4 de abril de 2000      | Louisville, Kentucky    |
| Nick Dinsmore                                                                                       | 4          | Damaja                                 | 24 de maio de 2000      | Jeffersonville, Indiana |
| Flash Flanagan                                                                                      | 3          | Nick Dinsmore                          | 8 de julho de 2000      | Jeffersonville, Indiana |
| Nick Dinsmore                                                                                       | 5          | Flash Flanagan                         | 4 de agosto de 2000     | Louisville, Kentucky    |
| Rob Conway                                                                                          | 3          | Nick Dinsmore                          | 6 de setembro de 2000   | Jeffersonville, Indiana |
| Nick Dinsmore                                                                                       | 6          | Rob Conway                             | 25 de outubro de 2000   | Jeffersonville, Indiana |
| Rico Constantino                                                                                    | 3          | Nick Dinsmore                          | 27 de fevereiro de 2001 | Louisville, Kentucky    |
| Flash Flanagan                                                                                      | 4          | Rico Constantino                       | 4 de abril de 2001      | Louisville, Kentucky    |
| Doug Basham                                                                                         | 3          | Flash Flanagan                         | 25 de julho de 2001     | Jeffersonville, Indiana |
| Leviathan                                                                                           | 1          | Doug Basham                            | 28 de novembro de 2001  | Jeffersonville, Indiana |
| The Prototype                                                                                       | 1          | Leviathan                              | 20 de fevereiro de 2002 | Jeffersonville, Indiana |
| Nova                                                                                                | 1          | The Prototype                          | 15 de maio de 2002      | Jeffersonville, Indiana |
| Damaja                                                                                              | 3          | Nova                                   | 6 de novembro de 2002   | Louisville, Kentucky    |
| Nick Dinsmore                                                                                       | 7          | Damaja e Doug Basham                   | 19 de fevereiro de 2003 | Louisville, Kentucky    |
| Doug Basham                                                                                         | 4          | Nick Dinsmore                          | 9 de abril de 2003      | Louisville, Kentucky    |
| Damaja                                                                                              | 4          | Doug Basham                            | 30 de julho de 2003     | Louisville, Kentucky    |
| Rob Conway                                                                                          | 4          | Damaja                                 | 13 de agosto de 2003    | Louisville, Kentucky    |
| Johnny Jeter                                                                                        | 1          | Rob Conway                             | 13 de agosto de 2003    | Louisville, Kentucky    |
| Mark Magnus                                                                                         | 1          | Johnny Jeter                           | 15 de outubro de 2003   | Louisville, Kentucky    |
| Vago em 10 de dezembro de 2003, após um combate entre Magnus, Dinsmore e Jeter.                     |            |                                        |                         |                         |
| Nick Dinsmore                                                                                       | 8          | Johnny Jeter                           | 7 de janeiro de 2004    | Louisville, Kentucky    |
| Matt Morgan                                                                                         | 1          | Nick Dinsmore                          | 14 de abril de 2004     | Louisville, Kentucky    |
| Chris Cage                                                                                          | 1          | Matt Morgan                            | 13 de outubro de 2004   | Louisville, Kentucky    |
| Chad Toland                                                                                         | 1          | Chris Cage                             | 1 de dezembro de 2004   | Louisville, Kentucky    |
| Elijah Burke                                                                                        | 1          | Chad Toland                            | 8 de dezembro de 2004   | Louisville, Kentucky    |
| Matt Morgan                                                                                         | 2          | Elijah Burke                           | 13 de abril de 2005     | Louisville, Kentucky    |
| Brent Albright                                                                                      | 1          | Matt Morgan                            | 27 de abril de 2005     | Louisville, Kentucky    |
| Johnny Jeter                                                                                        | 2          | Brent Albright                         | 3 de agosto de 2005     | Louisville, Kentucky    |
| Matt Cappotelli                                                                                     | 1          | Johnny Jeter                           | 9 de novembro de 2005   | Louisville, Kentucky    |
| Vago em 8 de fevereiro de 2006, Cappotelli entregou seu título devido a um problema de saúde.       |            |                                        |                         |                         |
| Brent Albright                                                                                      | 2          | CM Punk                                | 1 de março de 2006      | Louisville, Kentucky    |
| CM Punk                                                                                             | 1          | Brent Albright                         | 3 de maio de 2006       | Louisville, Kentucky    |
| Chet the Jet                                                                                        | 1          | CM Punk                                | 30 de agosto de 2006    | Louisville, Kentucky    |
| Jacob Duncan                                                                                        | 1          | Chet the Jet                           | 25 de outubro de 2006   | Louisville, Kentucky    |
| Chet the Jet                                                                                        | 2          | Jacob Duncan                           | 13 de dezembro de 2006  | Louisville, Kentucky    |
| Paul Burchill                                                                                       | 1          | Chet the Jet                           | 13 de dezembro de 2006  | Louisville, Kentucky    |
| Cody Runnels                                                                                        | 1          | Paul Burchill                          | 17 de fevereiro de 2007 | Elizabethtown, Kentucky |
| Paul Burchill                                                                                       | 2          | Cody Runnels                           | 18 de fevereiro de 2007 | Louisville, Kentucky    |
| Aaron Stevens                                                                                       | 1          | Paul Burchill                          | 14 de março de 2007     | Louisville, Kentucky    |
| Paul Burchill                                                                                       | 3          | Aaron Stevens                          | 9 de maio de 2007       | Louisville, Kentucky    |
| Vago em 23 de maio de 2007, devido a luta entre Burchill e Stevens ter acabado em um duplo pinfall. |            |                                        |                         |                         |
| Jay Bradley                                                                                         | 1          | Paul Burchill e "Idol" Stevens         | 1 de junho de 2007      | Louisville, Kentucky    |
| Paul Burchill                                                                                       | 4          | Jay Bradley                            | 27 de junho de 2007     | Louisville, Kentucky    |
| Vladimir Kozlov                                                                                     | 1          | Paul Burchill                          | 28 de julho de 2007     | Louisville, Kentucky    |
| Michael W. Kruel                                                                                    | 1          | Vladimir Kozlov                        | 28 de julho de 2007     | Louisville, Kentucky    |
| Matt Sydal                                                                                          | 1          | Michael W. Kruel                       | 5 de dezembro de 2007   | Louisville, Kentucky    |
| Jay Bradley                                                                                         | 2          | Matt Sydal                             | 13 de fevereiro de 2008 | Louisville, Kentucky    |
| Nick Dinsmore                                                                                       | 9          | Jay Bradley                            | 20 de fevereiro de 2008 | Louisville, Kentucky    |
| Anthony Bravado                                                                                     | 1          | Nick Dinsmore                          | 25 de junho de 2008     | Louisville, Kentucky    |
| Ryback                                                                                              | 1          |                                        | 15 de outubro 2008      | Louisville, Kentucky    |
| Anthony Bravado                                                                                     | 2          |                                        | 29 de outubro de 2008   | Louisville, Kentucky    |
| Idol Stevens                                                                                        | 2          |                                        | 26 de novembro de 2008  | Louisville, Kentucky    |
| Vaughn Lilas                                                                                        | 1          |                                        | 14 de janeiro de 2009   | Louisville, Kentucky    |
| APOC                                                                                                | 1          |                                        | 4 de fevereiro de 2009  | Louisville, Kentucky    |
| Vaughn Lilas                                                                                        | 2          |                                        | 22 de abril de 2009     | Louisville, Kentucky    |
| APOC                                                                                                | 2          |                                        | 13 de maio de 2009      | Louisville, Kentucky    |
| Lowrider                                                                                            | 1          | APOC                                   | 15 de julho de 2009     | Louisville, Kentuck     |